# Allerliebste Schwester (1973)
Allerliebste Schwester (schwedisch Allrakäraste syster) ist ein Märchen von Astrid Lindgren.

## Handlung
Barbro hat eine Zwillingsschwester. Niemand weiß davon, nicht einmal ihre Eltern. Als die beiden vor sieben Jahren geboren wurden, lief Ylva-li zu den Rosenbüschen, unter denen sie sich versteckte. Ylva-li mag ihre Zwillingsschwester sehr und nennt sie einfach nur "allerliebste Schwester". Barbro besucht Ylva-li jeden Tag. Die beiden sprechen eine Geheimsprache, die nur sie beide verstehen. So nennen sie den Rosenbusch zum Beispiel "Salikon". Unter dem Salikon ist ein Loch, dieses führt zu einer langen Treppe, die an der Tür zu dem Saal endet, in dem Ylva-li Königin ist. Von dort aus unternehmen die beiden Schwestern jede Menge Abenteuer. Sie spielen mit ihren Hunden und Kaninchen, baden in einem Springbrunnen oder reiten aus. Eines Tages machen die beiden einen langen Ausflug mit ihren Pferden Goldfunken und Silberfunken. Es wird ein wunderschöner Tag, an dem sie durch den Wald der Bösen reiten, bei den Artigen die köstlichsten Speisen probieren und im schönsten Tal der Welt die Bäume musizieren und die Blumen singen hören. Doch am Ende des Tages muss Ylva-li Barbro etwas erzählen: Wenn die Rosen des Salikon verwelken, bedeutet das, dass Ylva-li tot ist. Barbro reitet verzweifelt fort. Im Königssaal isst sie später Pfannkuchen mit Ylva-li und schließlich umarmen sich die beiden zum Abschied.
Als Barbro viel zu spät nach Hause kommt, hat sich ihre Mutter große Sorgen um sie gemacht und ist heilfroh, sie wiederzusehen. Dann erzählt sie, der Vater habe etwas für Barbro mitgebracht. Barbro geht in ihr Zimmer und sieht vor ihrem Bett einen Korb mit einem kleinen Hund. Sie ist überglücklich. Am nächsten Morgen, als Barbro in den Garten geht, sind die Rosen des Salikon verwelkt, und das Loch im Boden ist verschwunden.

## Veröffentlichungen
Das Märchen wurde erstmals 1949 in der schwedischen Zeitschrift Vi veröffentlicht. Illustriert wurde die Geschichte von Eva Billow. 1950 erschien die Geschichte mit Billows Illustrationen in der Kurzgeschichtensammlung Nils Karlsson Pyssling (1952, deutsch Im Wald sind keine Räuber). 1973 wurde die Geschichte von Hans Arnold illustriert und in Schweden als Bilderbuch herausgebracht. 2015 erschien in Schweden eine Neuauflage des Buches.
In Deutschland wurde das Buch 1974 beim Oetinger Verlag veröffentlicht. 1992 veröffentlichte das Tonträgerunternehmen Deutsche Grammophon die Geschichte als Hörspiel auf Kassette. Sie erschien zusammen mit Die Prinzessin, die nicht spielen wollte, Im Wald sind keine Räuber und Der Drache mit den roten Augen auf einer Kassette mit dem Titel Der Drache mit den roten Augen.
2006 wurde die Geschichte in Stockholms Stadsteater als Theaterstück aufgeführt. Die schwedische Musikerin Sofia Thelin schrieb das Buch im Jahr 2015 zu einem Musiktheaterstück um und ging mit diesem auf Tour.

## Verfilmung
Göran Carmback drehte 1988 die Verfilmung Allerliebste Schwester. Die Hauptrollen der Zwillinge spielten Elin Elgestad (Barbro) und Ulla Elgestad (Ylva-Li).

## Rezeption
Allerliebste Schwester ist eines der beliebtesten Kinderbücher von Astrid Lindgren.
Das Enfants Terribles Magazine meint, die Geschichte habe eine tiefe und poetische Seite, sowie einen melancholischen, aber beruhigenden Unterton. Sie beschreibe überzeugend eine der Schwierigkeiten des Lebens, mit der sowohl Kinder als auch Erwachsene zu kämpfen haben: die Einsamkeit.
Eva-Lotta Hultén findet, dass die Bilder von Hans Arnold den Zauber des Buches ausmachen. Sie seien wunderschön, obskur, dunstig, dramatisch, voller seltener Kreaturen, knotiger Wurzeln, Blumen, Hasen und Schmetterlinge und ließen das ganze Buch schimmern.
Reading Astrid beschreibt Allerliebste Schwester als eine kurze, aber charmante Geschichte mit einem ergreifenden Ende, das Kindern helfen werde, die sich allein fühlten. Es lehre Kinder über Fantasie, Freundschaft und Lebenszyklen. Hans Arnold habe an diesem Buch unglaubliche Arbeit geleistet und Farbe und Fantasie dazu benutzt, die Geschichte zu bereichern. Die Details in jedem Bild seien überwältigend.
Susann Forsberg präsentierte Allerliebste Schwester als ihr Lieblingsbuch.  Es gehe um Zugehörigkeit und Sehnsucht, sowie um die Kraft der Fantasie, die die Menschen vor der Einsamkeit rettet.

## Ausgaben
- Allrakäraste syster, In: Nils Karlsson-Pyssling, Rabén & Sjögren, 1949, schwedische Ausgabe, illustriert von Eva Billow
- Allerliebste Schwester, In: Im Wald sind keine Räuber, Oetinger Verlag, 1952, illustriert von Eva Billow, ins Deutsche übersetzt von Karl Kurt Peters
- Allrakäraste syster, Rabén & Sjögren, 1973, schwedische Ausgabe, illustriert von Hans Arnold
- Allerliebste Schwester, Oetinger Verlag, 1974, deutsche Ausgabe, illustriert von Hans Arnold, ins Deutsche übersetzt von Karl Kurt Peters